# Mademoiselle Gaussin
Jeanne-Catherine Gaussem, känd under artistnamnet Marie-Madeleine Gaussin eller som Mademoiselle Gaussin, född 25 december 1711 i Paris, död där 2 juni 1767, var en fransk skådespelare. 
Hon var engagerad på Comédie-Française i Paris mellan 1731 och 1763. 
Hon var känd för sina roller som hjältinnor i Racines tragedier. Hon beundrades av Voltaire, som hade henne som förebild för rollen Zaire. 